# پرچم ترینیداد و توباگو
پرچم ترینیداد و توباگو در ۳۱ اوت ۱۹۶۲ پذیرفته شد.